# Mise au point (photographie)
La mise au point est — en photographie — l'opération qui consiste, pour un photographe, à régler la netteté de l'image qu'il veut obtenir.
C'est le sens général du terme « mise au point » en optique instrumentale (projection sur un écran, observation au microscope ou à la lunette…).
L'expression est par ailleurs employée dans le langage courant pour désigner l'achèvement d'un ouvrage, les derniers réglages d'un montage, la clarification d'une question.

## Principe

Mise au point d'une image

Dans le cas de l'œil, on parle plutôt d'accommodation mais le phénomène est similaire. Lorsque le regard d'un observateur se porte sur un objet lointain, il le voit net. Simultanément, un objet se trouvant plus près de lui dans l'axe du regard paraît flou. Si au contraire il regarde cet objet rapproché, l'œil accommode sur celui-ci (il apparait net) et l'objet lointain devient flou. La vision de l'objet résulte de la formation d'une image optique (réduite et inversée) de celui-ci sur la zone centrale de la rétine. Cette image est projetée par le système optique de l'œil (cornée et cristallin).
L'accommodation de l'œil se fait par des déformations du cristallin qui ajustent la convergence du système optique aux dimensions de l'œil pour que l'image soit nette sur la rétine. Dans un appareil photographique, la mise au point se fait par déplacement de l'ensemble ou d'une partie de son système optique (l'objectif). Elle est optimale quand la surface photosensible (pellicule ou capteur) coïncide avec le plan où se forme l'image (sous-entendu, nette) de l'objet à photographier. C'est là que convergent les rayons lumineux provenant d'un même point de l'objet.
Cette position dépend de la distance entre l'objet et l'objectif. Lorsque l'objet est très éloigné (« à l'infini »), son image se forme dans le plan focal image de l'objectif. La distance entre l'objectif et l'image est alors la plus courte. À mesure que l'objet se rapproche, son image s'éloigne : on doit d'autant plus écarter l'objectif de la surface sensible que l'objet à photographier est proche. La mise au point est donc un « réglage de distance ».
L'objet sur lequel se fait la mise au point peut lui-même être une image. C'est notamment le cas d'un reflet. Si l'œil accommode sur la surface réfléchissante (miroir, vitre, lac…), on distingue les contours et les irrégularités de la surface tandis que le reflet (arbre, bâtiment…) paraît flou. Pour voir l'image réfléchie avec précision, on accommode à la distance où l'image nous paraît se trouver. Cette distance est, par symétrie, la somme des distances des yeux de l'observateur au point où son regard croise la surface réfléchissante et de ce point à l'objet dont il voit le reflet. C'est ainsi que l'on procède en photographie.
Si la mise au point se fait pour une distance donnée, la zone de netteté acceptable à une certaine extension en deçà et au-delà de celle-ci. Cet intervalle est appelé profondeur de champ. La mise au point n'implique pas toujours une image nette. Le flou peut être voulu par le photographe ou impossible à éviter pour des raisons matérielles. Le flou peut également être dû à un déplacement sensible de l'objet (flou cinétique) ou de l'appareil (flou de bougé) pendant la pose.
La mise au point se fait par diverses méthodes, selon le type d'appareil utilisé.

## Mise au point fixe (aucun réglage)
Les appareils les plus simples sont réglés sur l'hyperfocale. Ils ne nécessitent donc pas d'intervention de l'utilisateur. L'image est généralement d'une netteté acceptable sur toute la gamme des distances prévues pour l'appareil (par exemple, de 2 mètres à l'infini). C'était le cas de tous les « pap » (« prêts à photographier », aussi connus sous le nom d'« appareils jetables »).

## Mise au point automatique
Les appareils photographiques modernes sont tous dotés de la mise au point automatique dite « AF » pour « autofocus » (terme anglophone pour « mise au point automatique »).
Le viseur de l'appareil montre des zones de l'image de visée sur lesquelles l'utilisateur va effectuer la mise au point en pointant l'objet qu'il veut voir net et en pressant le déclencheur à mi-course. Si l'appareil est suffisamment perfectionné, l'utilisateur peut alors recadrer avant de prendre la photo. Sur les appareils les plus performants, en général des reflex, il est possible de choisir la zone de mise au point. Sur les smartphones ou tablettes, il suffit de toucher l'écran du doigt à l'endroit voulu pour le point.
Cette technologie de mise au point s'effectue grâce aux contrastes du sujet ; une situation de faible lumière ou faible contraste peut poser des problèmes de mise au point.

## Mise au point manuelle

### Au jugé
Les appareils économiques et les appareils anciens n'ont souvent aucun moyen interne de vérifier la mise au point. Il faut alors estimer la distance du sujet et reporter cette distance sur la commande de mise au point de l'objectif. Cette méthode ne pose aucun problème en photo de paysage, où il s'agit surtout de jouer sur la profondeur de champ de façon à assurer la netteté de l'image depuis les premiers plans intéressants jusqu'à l'infini, ou encore lorsque l'appareil et le sujet sont fixes, ce qui laisse le temps de bien mesurer la distance. Un réglage au jugé est encore suffisant dans beaucoup de situations courantes où la profondeur de champ (focale normale, ouverture moyenne) et l'étendue du sujet (groupe, scène, monument…) n'exigent pas une grande précision. Avec un peu d'habitude, on arrive sans mal à apprécier correctement les distances utiles : par exemple 1 m, 1,5 m, 2 m, 3 m, 5 m et 10 m pour une ouverture f/5,6 et une focale f = 50 mm.
L'estimation des distances au jugé peut aussi servir quand l'appareil dispose d'un moyen de contrôle de la mise au point. C'est en effet une bonne pratique que de régler approximativement la distance avant de viser (une échelle des distances est gravée pour cela), quitte à retoucher le réglage au dernier moment dans le viseur. On gagne ainsi en rapidité et en discrétion.

### Au dépoli

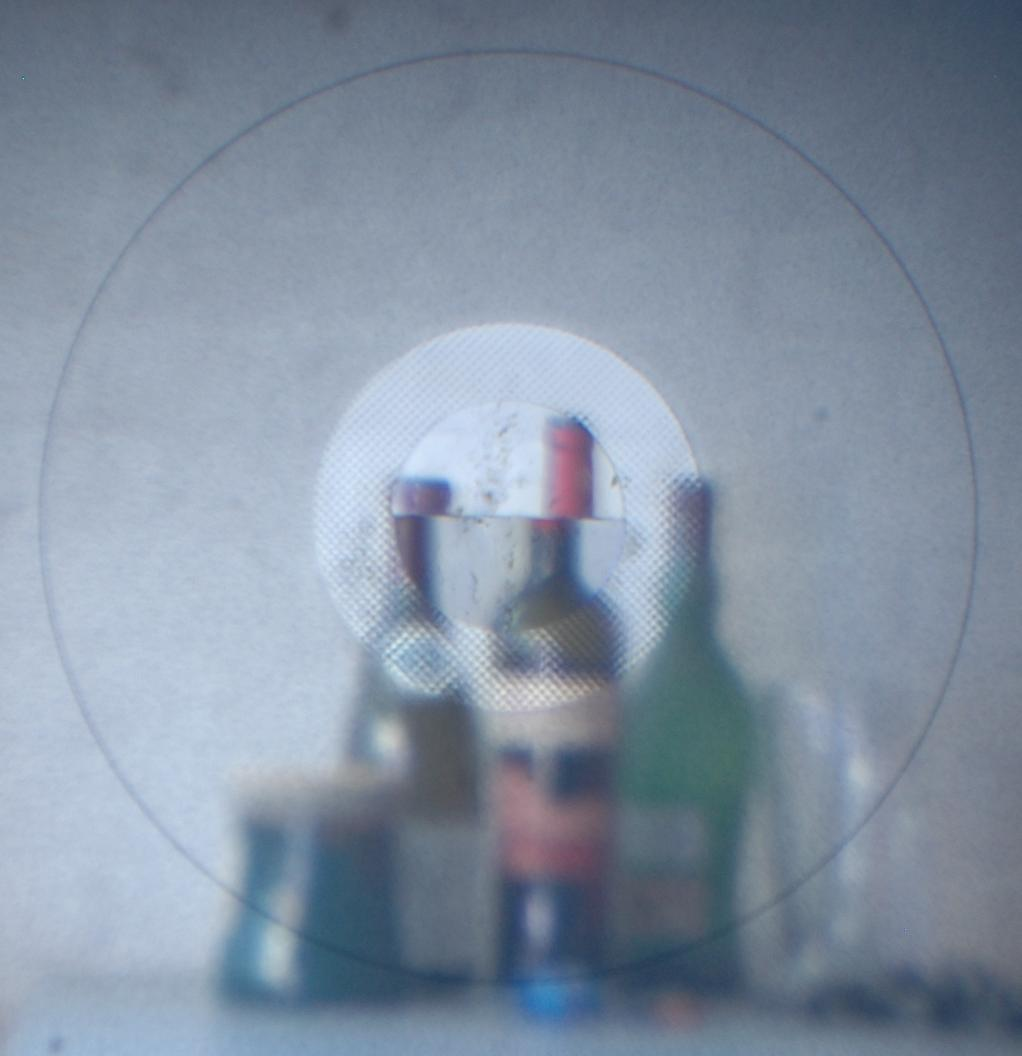

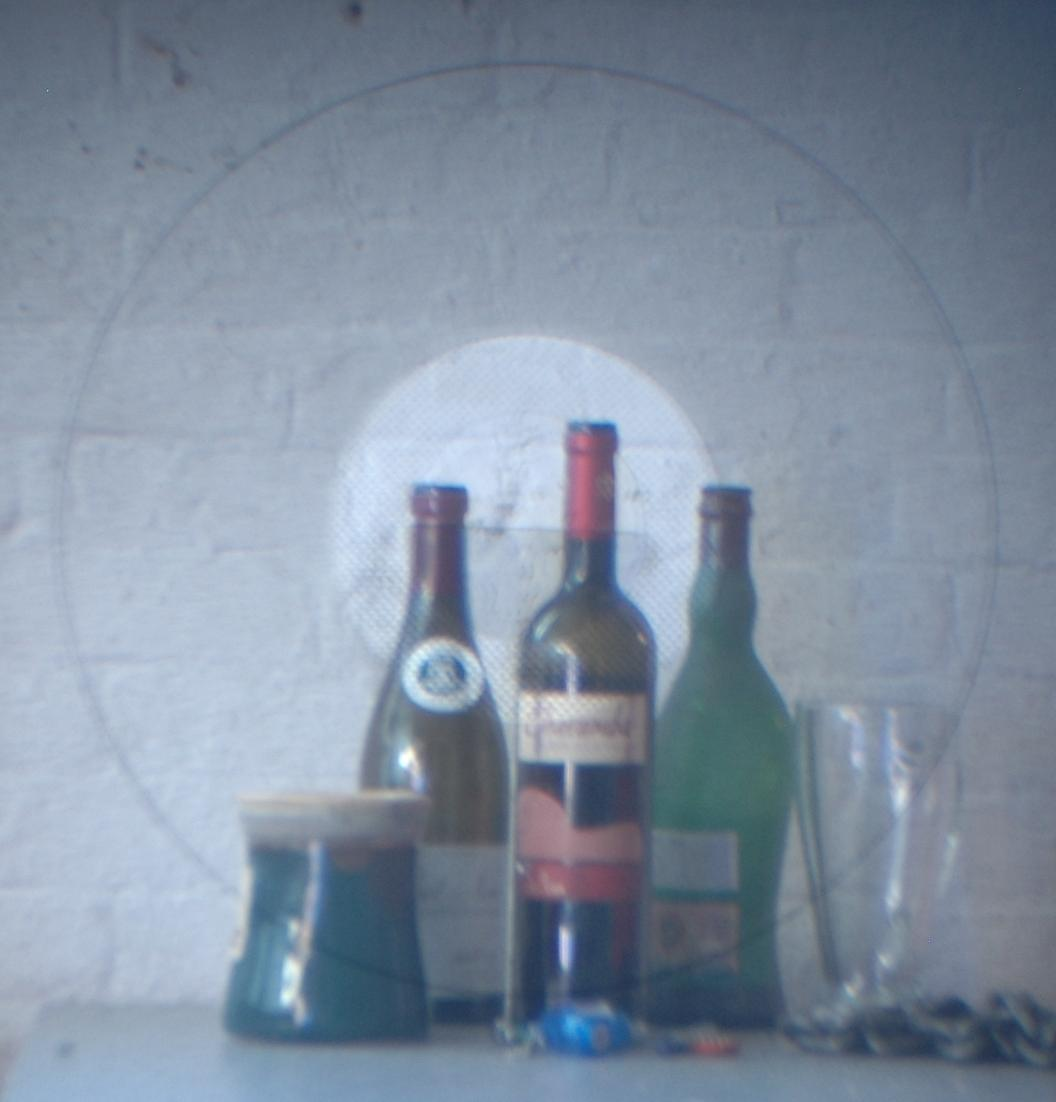
Dépoli, microprismes et stigmomètre avant et après mise au point

Dès les débuts de la photographie - avant même la photographie en fait - on regardait les images sur un verre dépoli dans une chambre noire. On a donc naturellement commencé par faire la mise au point sur un verre dépoli substitué à la plaque photographique.
Il y eut ensuite l'invention des appareils photographiques à deux objectifs coordonnés dont l'un envoie l'image sur un verre dépoli via un miroir (ou un prisme) et l'autre sur la pellicule photographique protégée par un obturateur. Le verre dépoli est également utilisé sur les appareils réflex mono-objectif modernes où le miroir de renvoi s'escamote automatiquement pour permettre la prise de vue.
Il importe de faire la mise au point à pleine ouverture du diaphragme pour deux raisons principales : d'une part, pour avoir un maximum de luminosité, afin de bien voir les détails ; d'autre part, pour recueillir les rayons les plus inclinés provenant d'un même point objet qui, si leur point de convergence s'écarte du dépoli, l'interceptent en formant une tache plus large. Les verres dépolis sont souvent munis d'une loupe qui facilite cet examen. Une fois la mise au point effectuée, il est intéressant de fermer le diaphragme à la valeur envisagée pour apprécier sur le dépoli l'effet de la profondeur de champ.

### Au stigmomètre
Le verre dépoli a été considérablement amélioré par le stigmomètre, appelé aussi « télémètre à coïncidence de lignes » ou « à champ coupé » de Dodin. Ce système se présente généralement sous la forme d'un cercle clair traversé d'un diamètre, au centre du dépoli. Quand la mise au point n'est pas correcte, les lignes de l'objet visé apparaissent décalées de part et d'autre du diamètre. Ce système convient particulièrement aux appareils reflex. Il permet une mise au point rapide et précise et ce, quel que soit l'objectif monté.
Des systèmes « à microprismes », moins précis que le système Dodin mais plus simples d'usage, sont souvent utilisés en complément. Ils sont basés sur le même principe optique.

### Au télémètre à superposition d'images

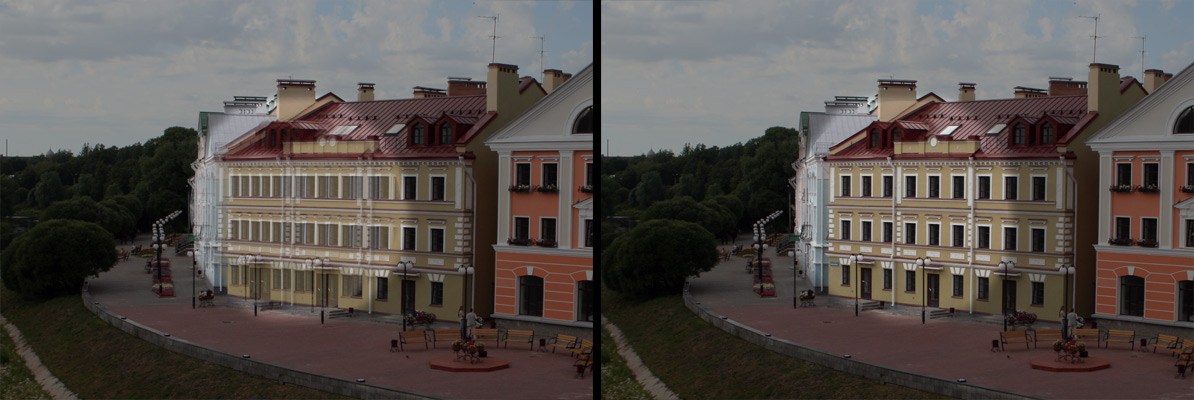
Télémètre à superposition d'images avant et après mise au point

Certains appareils non réflex utilisent un télémètre à superposition d'images. Il s'agit d'un dispositif à deux fenêtres de visée donnant deux images décalées par la parallaxe (comme nos deux yeux). Les deux images sont vues superposées dans le même oculaire grâce à un jeu de miroirs ou de prismes, la deuxième ne couvrant que la partie centrale du champ du viseur. La distance est mesurée par l'angle de rotation d'un élément optique faisant converger les deux axes de visée sur l'objet à photographier. L'utilisateur voit alors coïncider les deux images de l'objet. Il peut être très précis à condition d'être bien étalonné mais il demande du soin, surtout si l'objet est peu contrasté.
La mise au point automatique AF est une variante de ce système.

## Techniques cinématographiques
Compte tenu du rapport de grandissement d'un film projeté sur grand écran et de la nécessité de suivre l'action filmée, la mise au point en prise de vues cinématographique est une opération particulièrement délicate. Elle nécessite, en préparation, que la caméra et les objectifs soient parfaitement calés.
Le cadreur seul ne peut l'assurer pendant les prises. C'est le premier assistant opérateur qui en assure la qualité. Il utilise un décamètre, ou un télémètre laser ou parfois encore des prises de point « à l'œil », sur le dépoli dépourvu de stigmomètre, voire au jugé (voir supra) et reporte les distances mesurées sur la bague de mise au point.

## Agrandissement photographique
La mise au point est une étape cruciale de l'agrandissement d'une photographie à partir du négatif, dont il s'agit de restituer toute la finesse. L'opération consiste, de façon similaire, à ajuster la distance entre l'objectif et le négatif pour que l'image projetée sur le papier photographique soit la plus nette possible.
À la différence de ce qui se passe ordinairement lors de la prise de vue, l'« objet » (le négatif) est tout entier contenu dans un plan perpendiculaire à l'axe de l'objectif. De ce fait, son image est également plane et perpendiculaire à l'axe de l'objectif. L'image du négatif peut donc être nette sur toute la surface du papier photographique. Les parties floues du négatif resteront évidemment floues sur l'image agrandie mais tout détail net sur le négatif doit se retrouver sans altération sur l'agrandissement. La mise au point doit se faire sur les détails les plus fins du négatif. Qui peut le plus peut le moins : c'est autant que possible sur le grain même du négatif, indépendant de la netteté de l'image enregistrée sur le négatif, qu'on s'efforce de faire la mise au point.
Une autre différence importante réside dans l'ordre de grandeur des distances objet-objectif et objectif-image. Le rapport est par exemple de 1 pour 10 lors d'un agrandissement de rapport 10 (ce qui est déjà beaucoup), alors qu'il n'est que de 100 pour 1 lors d'une prise de vue à 5 mètres avec une focale de 50 mm, et les déplacements de l'objectif se font en proportion. La situation est comparable à celle de la macrophotographie. Il n'est plus question de régler la position de l'objectif d'après des distances mesurées mais de vérifier directement la netteté sur l'image projetée.
La méthode rappelle celle du dépoli des chambres photographiques (voir plus haut). Le papier photographique est remplacé par un papier blanc de même épaisseur, le temps de faire la mise au point. L'obscurité faite, le négatif est projeté sur le papier blanc à pleine ouverture de l'objectif de façon à être bien visible et avec le minimum de profondeur de champ (prise en compte des rayons les plus inclinés). Pour de faibles agrandissements, le grain n'est pas discernable à l'œil nu et il n'est pas possible de s'en rapprocher sans intercepter le faisceau. Un petit instrument s'avère alors très utile. C'est le « vérificateur de mise au point » (autre invention de Lucien Dodin) que l'on applique à la zone à examiner. Connu sous le nom commercial de « Scoponet », il consiste en un miroir incliné, un verre dépoli placé symétriquement à la zone à examiner et une loupe oculaire. La portion d'image projetée sur la zone à examiner se retrouve de la sorte renvoyée sur le verre dépoli et observable à travers la loupe sans obstruction du faisceau. La mise au point terminée (grain visible), on ferme le diaphragme à une valeur optimale et on passe à l'étape suivante qui est l'évaluation du temps de pose.